# Xã Clarendon, Michigan
Xã Clarendon (tiếng Anh: Clarendon Township) là một xã thuộc quận Calhoun, tiểu bang Michigan, Hoa Kỳ. Năm 2010, dân số của xã này là 1.139 người.